# János Kornai
János Kornai (Budapeste, 21 de janeiro de 1928 – 18 de outubro de 2021) foi um economista húngaro.

## Vida e obra
Filho de um advogado judeu, morto em 1944 no campo de concentração de Auschwitz. Estudou história e filosofia na Universidade Corvinus de Budapeste (na época Universidade Karl Marx de Economia). De 1955 a 1958 foi para o então recém fundado Instituto de Economia da Academia de Ciências da Hungria, onde obteve em 1956 um doutorado. Em 1961 obteve um doutorado na Universidade Karl Marx de economia e em 1965 um título de Doktor nauk na Academia de Ciências da Hungria. De 1958 a 1960 trabalhou como economista no escritório de planejamento da indústria leve em Budapeste. De 1960 a 1963 foi chefe do Instituto da Indústria Têxtil em Budapeste e de 1963 a 1967 chefe do Centro de Computação da Academia de Ciências da Hungria. Foi professor visitante em 1964 na London School of Economics, em 1966 na Universidade de Sussex, em 1968 na Universidade Stanford, em 1970 na Universidade Yale, em 1972 na Universidade de Princeton, em 1973 na Universidade Stanford, em 1976-1977 na Universidade de Estocolmo, em 1981 na Universidade de Genebra, em 1983 na Universidade de Munique, em 1983-1984 no Instituto de Estudos Avançados de Princeton e em 1984-1985 na Universidade Harvard. De 1967 a 1993 foi professor pesquisador no Instituto de Economia da Academia de Ciências da Hungria, de 1992 a 2002 no Collegium Budapest. A partir de 1986 esteve também em Harvard: primeiramente como professor e desde 1991 como Professor de Economia da Cátedra Allie-S.-Freed. Em 2002 tornou-se professor emérito. É desde 2005 professor pesquisador da Universidade Centro-Europeia.
Sua tese Overcentralization foi o primeiro livro crítico sobre a economia planificada escrito por um habitante de um país comunista. Nele Kornai procura uma decentralização da economia e uma grande utilização da força do mercado. Foi um dos primeiros a introduzir a otimização matemática no planejamento econômico da Hungria (Mathematical Planning of Structural Decisions). Em seu influente livro The Economics of Shortage no qual Janos apresentou o conceito de soft budget constraint (economia de penúria) onde mostrava que a falta crônica de produtos era uma consequência inevitável na economia planificada dos países comunistas . Após a queda do comunismo envolveu-se com a transição para a forma econômica ocidental: em The Road to a Free Economy salientou uma rápida estabilização com privatização passo a passo e uma reforma do estado de bem-estar social.
Kornai foi casado com a economista Zsuzsa Dániel, tendo o casal três filhos. Morreu em 18 de outubro de 2021, aos 93 anos de idade.

## Obras
Kornai publicou quase 200 artigos científicos e os livros:
- Overcentralization in Economic Administration. Oxford University Press, Oxford 1959.
- Mathematical Planning of Structural Decisions. North-Holland, Amsterdam 1967, em alemão: Mathematische Methoden bei der Planung der ökonomischen Struktur. Verlag Die Wirtschaft, Berlim 1967.
- Anti-Equilibrium. On economic systems theory and the tasks of research. North-Holland, Amsterdam 1971, em alemão: Anti-Äquilibrium. Über die Theorie der Wirtschaftssysteme und die damit verbundenen Forschungsaufgaben. Springer, Berlim 1975, ISBN 0-7204-3055-0, ISBN 0-444-10122-5.
- Rush versus Harmonic Growth. North-Holland, Amsterdam 1972, ISBN 0-7204-3407-6.
- Economics of Shortage. 2 Volumes, North-Holland, Amsterdam 1980, ISBN 0-444-86059-2, ISBN 0-444-85426-6 (Volume 1), ISBN 0-444-86058-4 (Volume 2).
- Growth, Shortage and Efficiency. Basil Blackwell, Oxford, 1982, ISBN 0-631-12787-9; University of California Press, Berkeley e Los Angeles, 1982, ISBN 0-520-04901-2.
- Contradictions and Dilemmas. Corvina, Budapeste 1985, ISBN 963-13-2063-4; MIT Press, Cambridge 1986, ISBN 0-262-11107-1.
- Vision and Reality, Market and State: New Studies on the Socialist Economy and Society. Corvina, Budapeste 1990, ISBN 963-13-3013-3; Harvester-Wheatsheaf, Hemel Hempstead e Nova Iorque 1990, ISBN 0-7450-0745-7; Routledge, Nova Iorque 1990, ISBN 0-415-90285-1.
- The Road to a Free Economy. Shifting from a Socialist System. The Example of Hungary. W. W. Norton, Nova Iorque, ISBN 0-393-02887-9, ISBN 0-393-30691-7; HVG Kiadó, Budapeste 1990.
- The Socialist System. The Political Economy of Communism. Princeton University Press, Princeton 1992, ISBN 0-691-04298-5, ISBN 0-691-00393-9; Oxford University Press, Oxford 1992, ISBN 0-19-828751-8, ISBN 0-19-828776-3 (online), em alemão: Das sozialistische System. Die politische Ökonomie des Kommunismus. Nomos Verlagsgesellschaft, Baden-Baden 1995, ISBN 3-7890-4086-X.
- Highway and Byways. Studies on Socialist Reform and Postsocialist Transition. MIT Press, Cambridge 1995, ISBN 0-262-11198-5, em alemão: Unterwegs. Essays zur wirtschaftlichen Umgestaltung in Ungarn. Metropolis Verlag, Marburg 1996, ISBN 3-89518-092-0.
- Struggle and Hope. Essays on Stabilization and Reform in a Post-Socialist Economy. Edward Elgar Publishing, Cheltenham 1997, ISBN 1-85898-606-0.
- Paying the Bill for Goulash-Communism. Atlantic Research and Publications and Columbia University Press, Nova Iorque 2000, ISBN 0-88033-455-X.
- com Karen Eggleston: Welfare, Choice and Solidarity in Transition. Reforming the Health Sector in Eastern Europe. Cambridge University Press, Cambridge 2001, ISBN 0-521-79036-0.
- By Force of Thought. Irregular Memoirs of an Intellectual Journey. The MIT Press, Cambridge, Massachusetts 2006, ISBN 0-262-11302-3, ISBN 978-0-262-11302-1.

## Prêmios e condecorações
- 1992 Medalha Erasmus (Academia Europaea)
- 1997 Officier dans l'Ordre national de la Légion d'Honneur (França)
- 2005 Cidadão honorário da cidade de Budapeste
- Doutor honoris causa: 1978 Sorbonne, 1978 Universidade Adam Mickiewicz de Poznań, 1990 Universidade de Londres, 1992 Universidade de Amsterdã, 1992 Universidade Corvinus de Budapeste, 1993 Universidade de Wrocław, 1993 Universidade de Turim, 2001 Universidade de Debrecen, 2003 Universidade da Panônia, 2003 Universidade de Pécs, 2004

## Membro de sociedades científicas
- 1968 Sociedade Econométrica (presidente em 1978)
- 1972 membro honorário da Academia de Artes e Ciências dos Estados Unidos
- 1976 membro honorário da American Economic Association
- 1976 membro correspondente e 1982 membro ordinário da Academia de Ciências da Hungria
- 1978 membro correspondente da Academia Britânica
- 1980 membro estrangeiro da Academia Real das Ciências da Suécia
- 1985 membro estrangeiro da Academia de Ciências da Finlândia
- 1989 presidente de honra da European Association for Evolutionary Political Economy
- 1989 Academia Europaea [4]
- 1990 Academia Europeia de Ciência e Arte
- 1994 membro estrangeiro da Academia de Ciências da Rússia
- 2002–2005 Presidente da International Economic Association
- 2016 membro estrangeiro da Academia Nacional de Ciências dos Estados Unidos